# Торвалд Столтенберг
Торвалд Столтенберг (норв. Thorvald Stoltenberg; 8. јул 1931 — 13. јул 2018) био је норвешки политичар. Био је министар одбране (1979—1981) и два пута министар спољних послова (1987—1989 и 1990-1993) у две владе Лабуристичке партије.
Од 1989. до 1990. је био норвешки амбасадор у Уједињеним нацијама. Године 1990. је именован за Високог комесара Уједињених нација за избеглице, а 1993. је постављен за специјалног представника Генералног секретара Уједињених нација за бившу Југославију и био је копредседавајући Надзорног комитета Међународне конференције о бившој Југославији.
Године 2003. је био председавајући одбора Међународног института за демократију и изборну помоћ. Од 1998. је председник Норвешког црвеног крста.
Његов син Јенс Столтенберг је био премијер Норвешке, а сада је генерални секретар НАТО пакта.